# Пілансберг
Заповідник Пілансберг (англ. Pilanesberg Game Reserve) — природоохоронна територія розташована в Північно-Західній провінції ПАР. Розташований в кратері недіючого вулкана діаметром 27 км, неподалік від міста Сан-Сіті, за 120 км від Йоганесбурга.
Парк займає третє місце в країні за площею після найбільшого — парка Крюгера в провінції Мпумаланга і найстарішого парку Шлушлуві-Умфолозі в Квазулу-Наталь.

## Історія створення

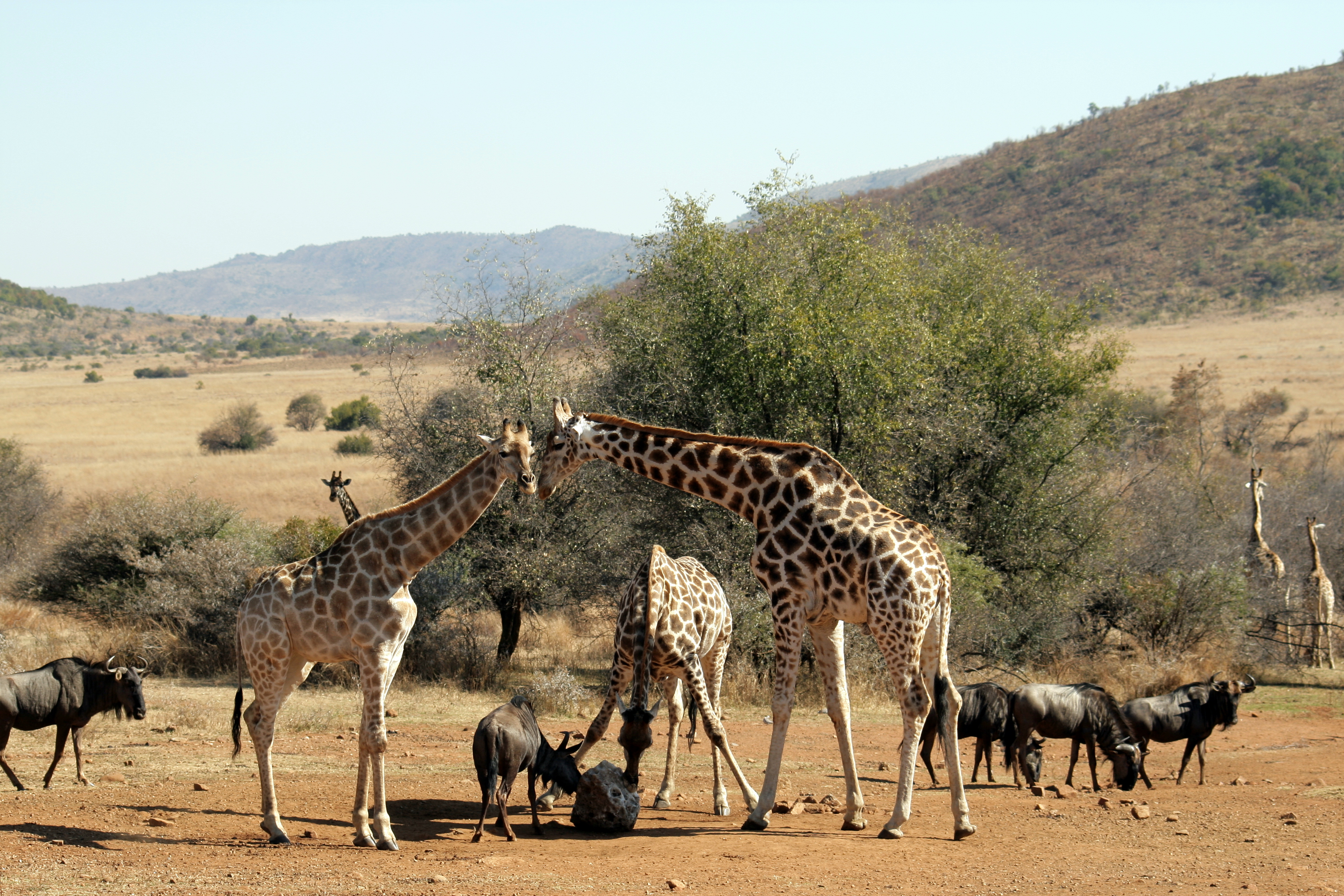

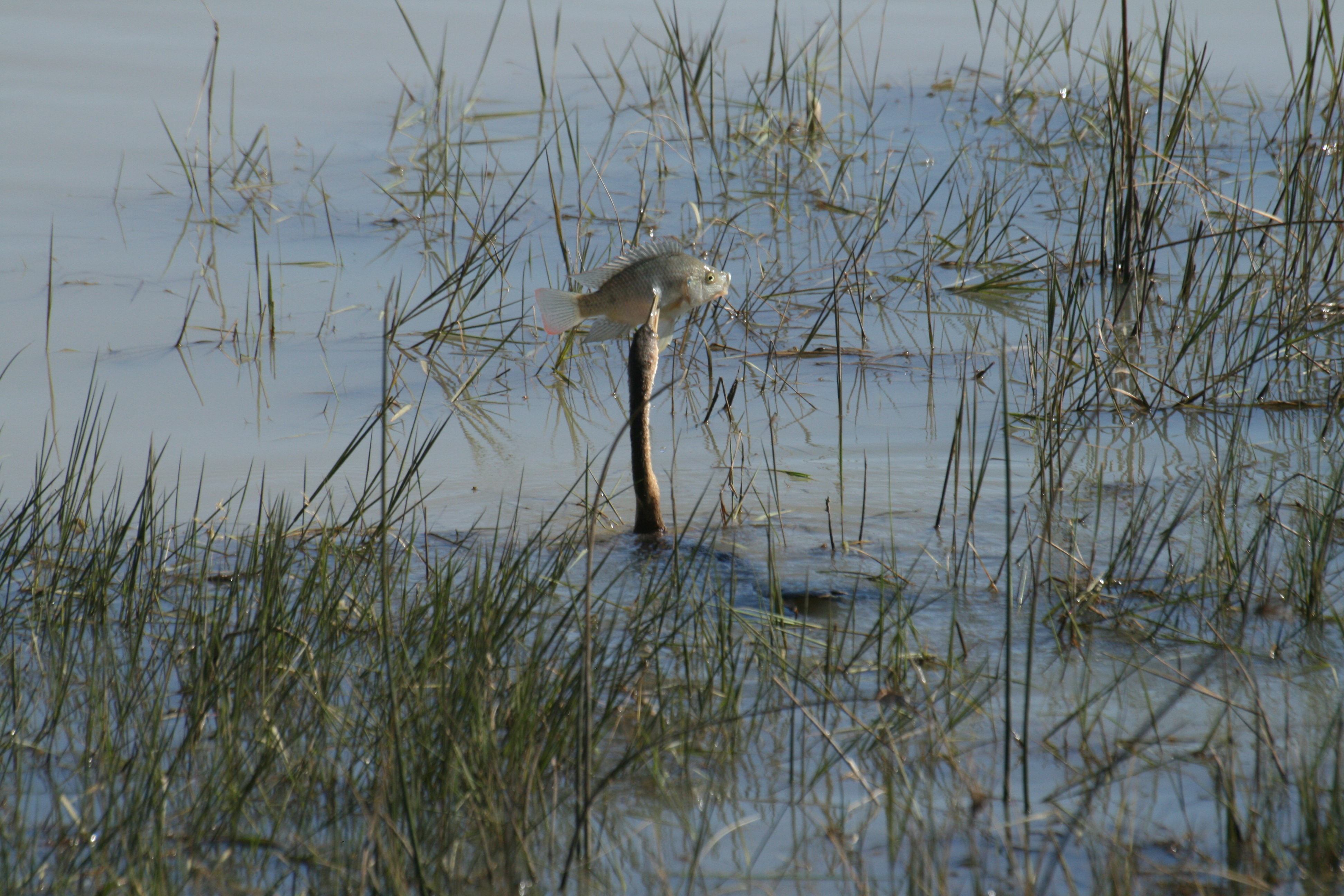

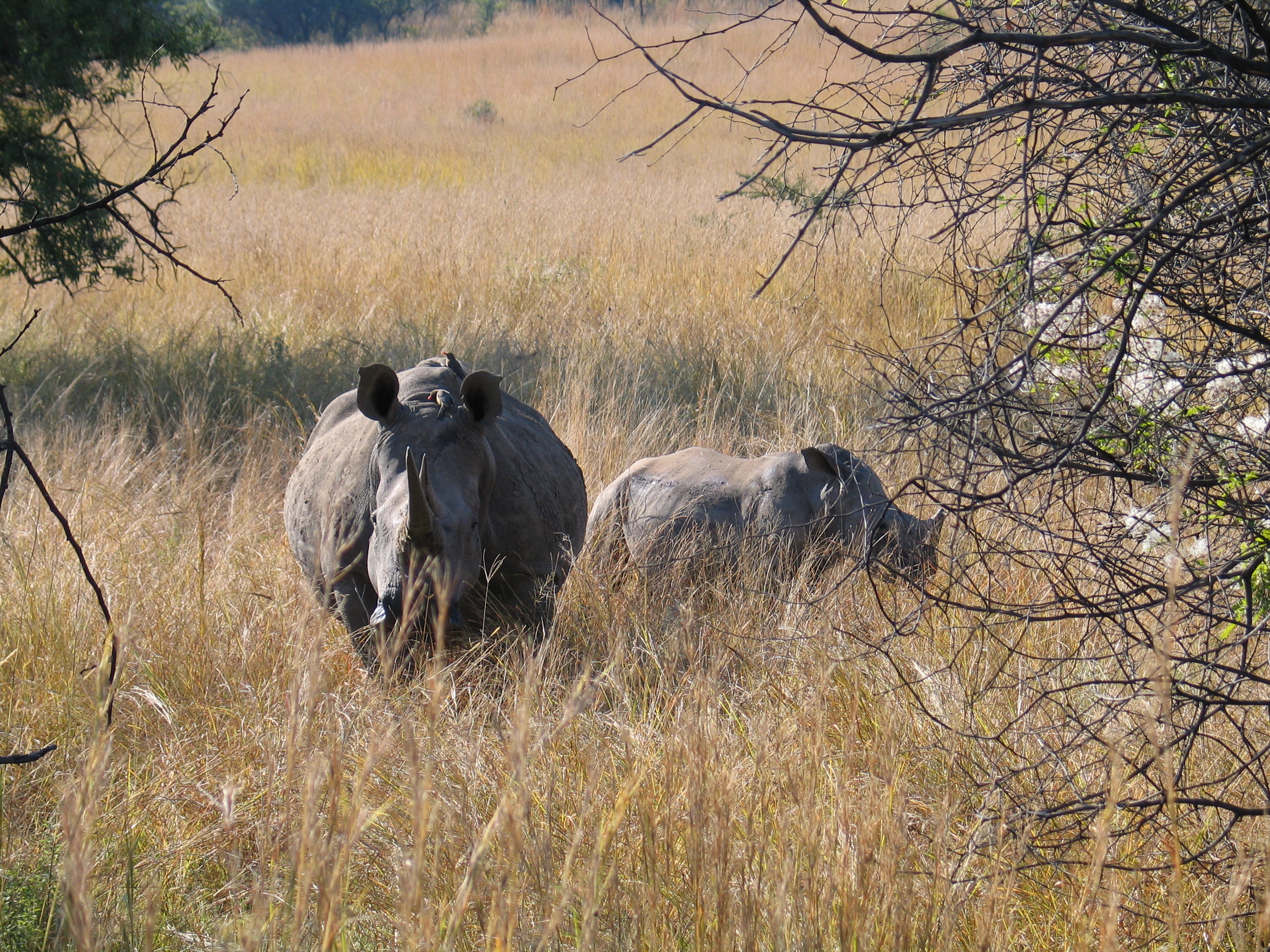

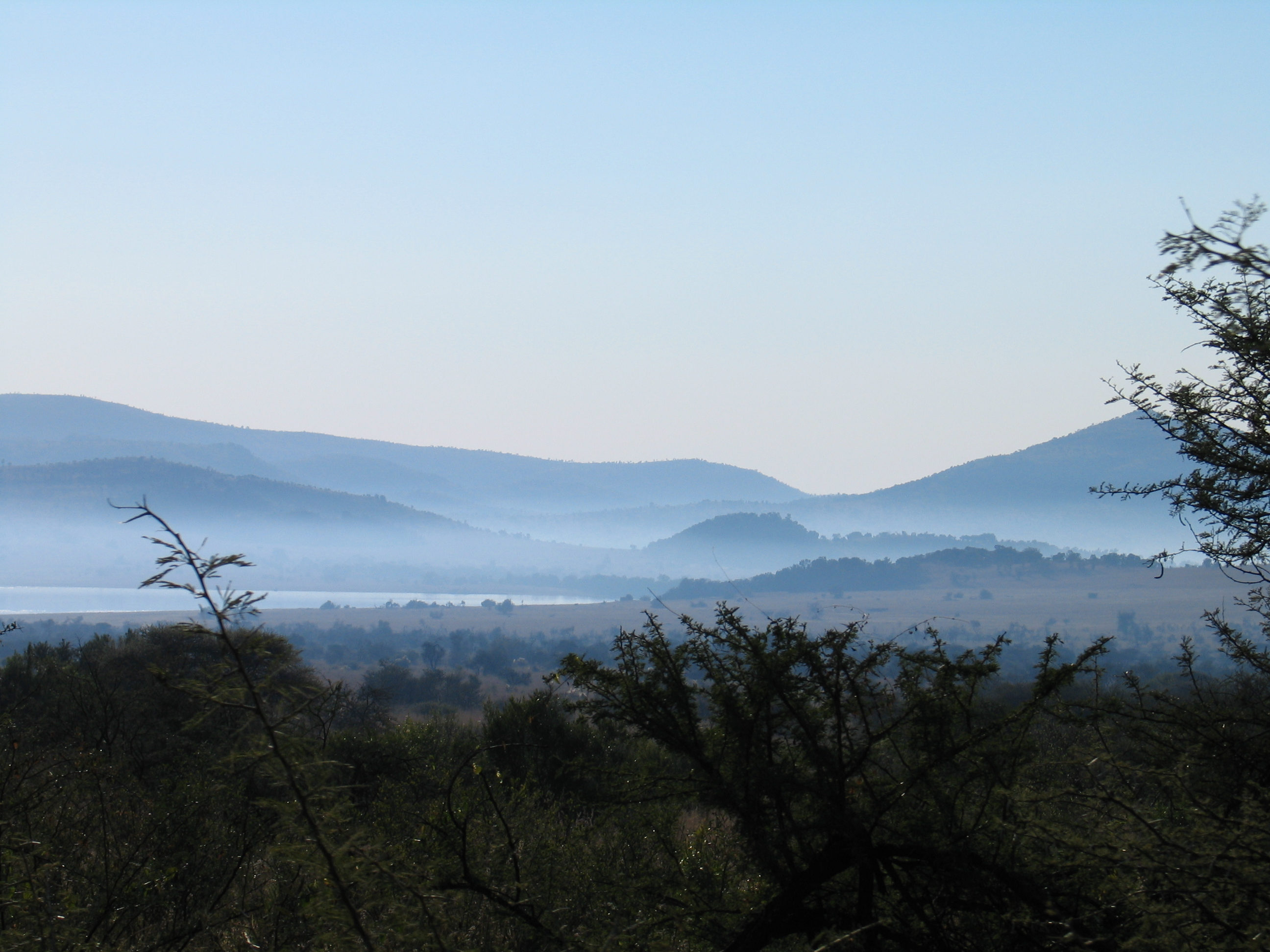

Ця природоохоронна територія була створена зусиллями борців за живу природу, буквально з нуля в 1979 році вони почали піднімати цю територію. Спочатку було виділено 55 000 га вулканічних схилів, головною цінністю яких було красиве озеро, що розлилося в самому цьому кратері. Вік вулкана оцінюється в 1,2 мільйона років.

## Фауна
У 1979 році в вулканічний район, що став національним парком Пілансберг було завезено 5 957 тварин, що представляють 19 видів, серед яких значилися і представники так званої «великої п'ятірки»: леви, слони, леопарди, жирафи і буйволи. Зараз тут мешкають 55 слонів, 80 буйволів, велика популяція левів, леопардів і носорогів, а також сотні різних антилоп, жирафів, зебр. Сьогодні щільність цих тварин в межах парку настільки збільшилася, що є чи не найвищою у порівнянні з іншими природоохоронними зонами Африки. На березі озера знайшли свій дім численні крокодили, бегемоти і різноманітні птахи. Загалом місцева орнітофауна налічує близько 360 видів пернатих. Також знайшли тут свій притулок 65 видів рептилій.

## Туризм
У парку побудована велика кількість готелів для туристів. Вони розташовані дуже близько від берегів водойм, щоб прямо з вікна можна було спостерігати за тваринами, що мешкають у водоймах та приходять на водопій. Територією заповідника туристів перевозять відкритою вантажівкою, яку супроводжує озброєний єгер.